# Paul Halbhuber
Paul Halbhuber (* 1909 in Dresden; † 1995 in Bremen) war ein deutscher Bildhauer, der mit vielen Werken in Bremen vertreten ist.

## Biografie

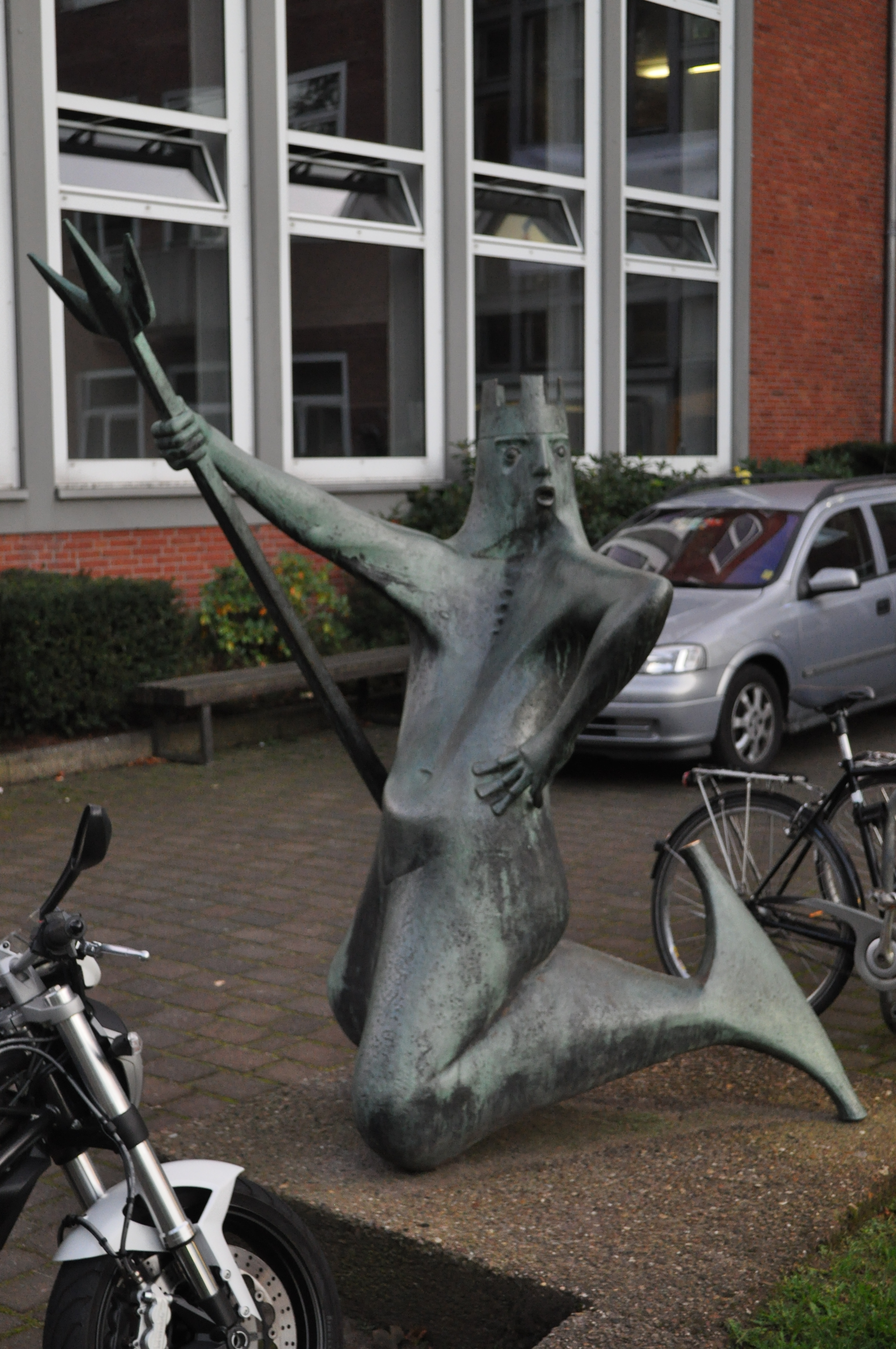
1958: Neptun vor der Seefahrtschule

Halbhuber studierte Kunst in Berlin. Danach arbeitete er jahrelang als Assistent an der Kunsthochschule Bremen. 1958 begründeten er und andere Künstler das Neue Forum, ein Zusammenschluss Bremer Künstler, die Ausstellungen und Vorträge in Bremen veranstalteten. Er war zudem als freischaffender Künstler in Bremen tätig. Der Bildhauer bevorzugte als Material Bronze, arbeitete aber auch in Stein. Seine abstrahierende Formensprache, zumeist stilisierte Figuren, zählt zur klassischen Moderne. Er wirkte in den 1950 bis 1980er Jahren.

## Werke (Auswahl)
In Bremen aufgestellt
- 1951: Begräbnisstätte für deutsche Soldaten und ehem. KZ-Häftlinge als freistehende Steinplatte auf dem Osterholzer Friedhof
- 1955: Giebelseitiges Figurenrelief am Fruchthof Bremen
- 1958: Brunnenplastik, Bronze, in Hemelingen, Schule in der Parsevalstraße
- 1958: Jüngling mit Richtkranz, Bronze, in Walle aus Anlass der Anlage des Siedlungskomplexes um das Waller Grün
- 1958: Neptun, Bronze, vor dem Lehrgebäude Seefahrtschule Bremen der früheren Hochschule für Nautik an der Werderstraße 73 in der Neustadt
- 1960: Brunnenplastik, Bronze und Stein, auf dem  Friedhof Huckelriede

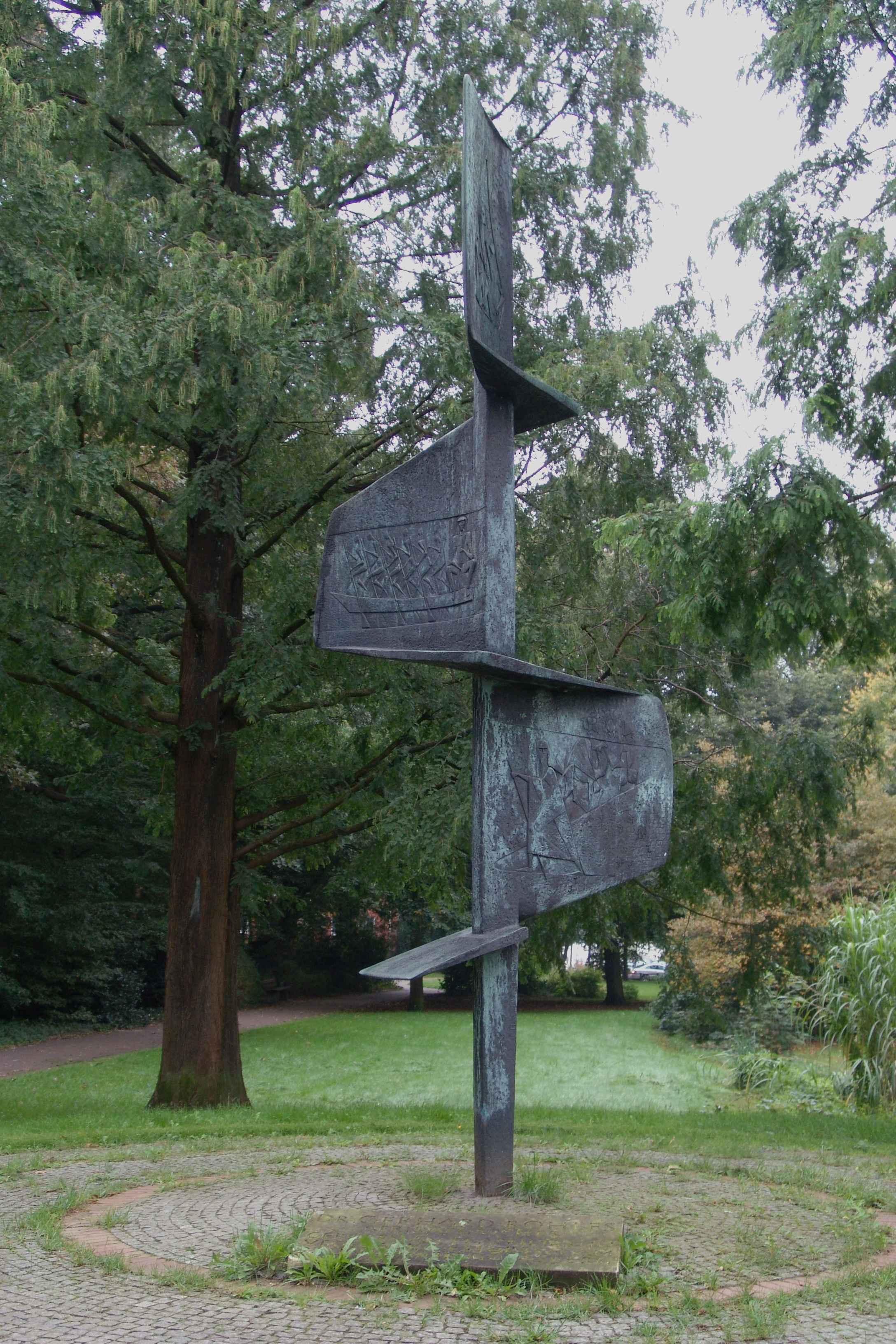
1961: Gerhard-Rohlfs-Denkmal in Vegesack

- 1961 Gerhard-Rohlfs-Denkmal, Bronze, in Vegesack am Fährgrund
- 1963: Relieffries, Obernkirchener Sandstein, am Haus Am Markt 9 am Bremer Marktplatz
- 1966: Windrose, Bronze, vor dem Kühne + Nagel-Haus an der Wilhelm-Kaisen-Brücke
- 1967: Brunnen Auf der Brake, Travertin, Auf der Brake nahe dem Siemens-Hochhaus[1]
- 1968: Stilles Feld; neun abstrakte Stelen aus Stein auf dem  Friedhof Huckelriede
- 1968: Klagemauer, Naturstein, am neuen Gerichtsgebäude bei der Domsheide
- 1970: Sonne, Bronze, in Kattenturm in der Theodor-Billroth-Straße
- 1977: Pieperbrunnen, Edelstahl und Granit, in der Pieperstraße (Bremen) in Bremen-Mitte zum 150-jährigen Bestehen der Sparkasse Bremen (In 2005 abgerissen[2])
- 1981: Gefesseltes Pferd, Bronze, 43,5 cm hoch; abgebildet und angeboten in einem Auktionshaus im Jahr 2015[3]
- 1982: Rhododendron-Globus (1982) aus Bronze im Rhododendron-Park Bremen beim Kaisen-Haus

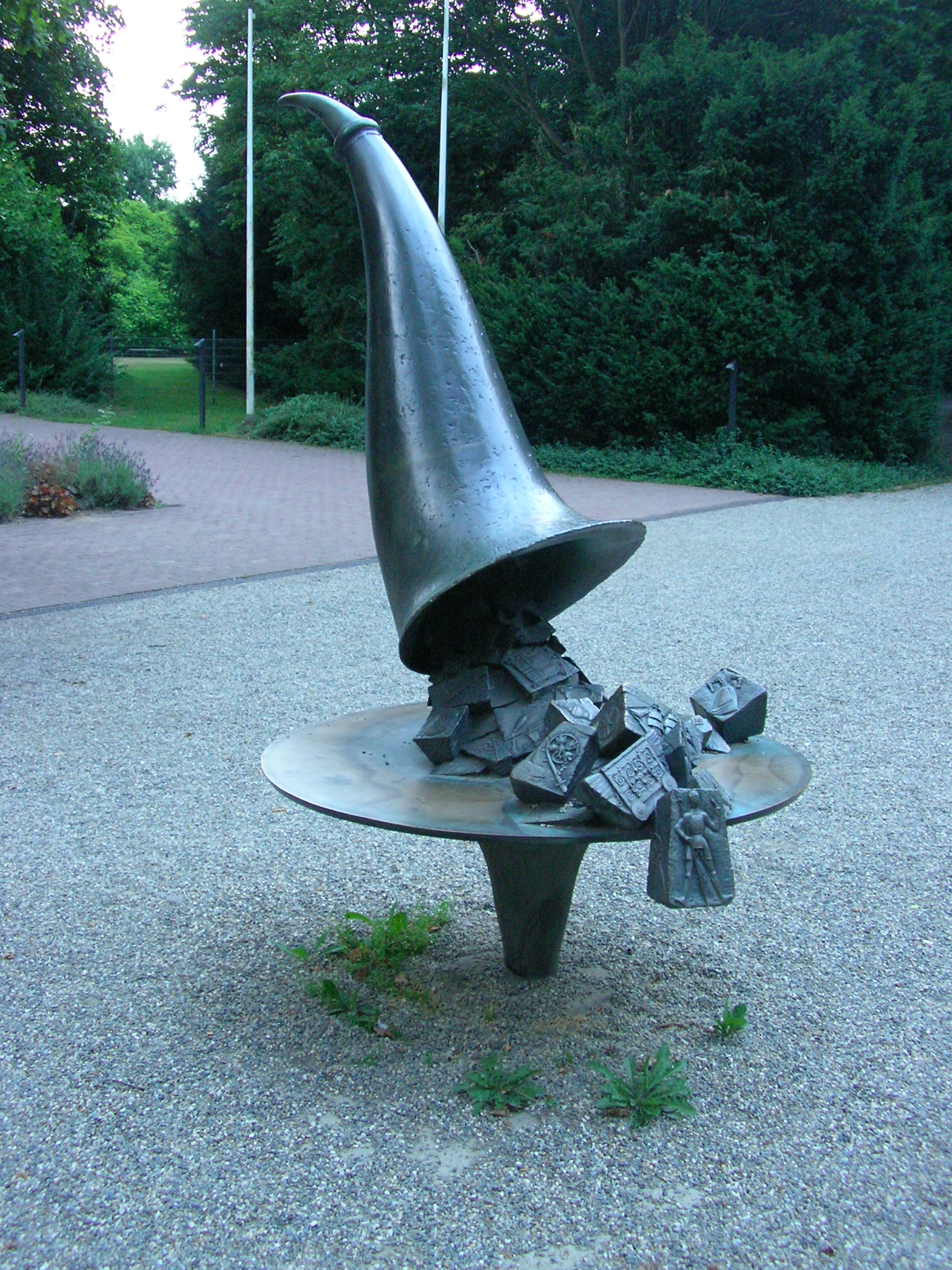
1983: Das Füllhorn beim Focke-Museum

- 1983: Füllhorn, Bronze und Messing; ein Füllhorn wird ausgeschüttet vor dem Focke-Museum in Schwachhausen

Andere Standorte
- 1930 (wahrscheinlich während seines Studiums vom Architekten um Entwurf gebeten): Relief, Flügeltüren und Bibelspruch an der katholischen Kirche Maria Magdalena in Berlin-Niederschönhausen[4]
- um 1947: Skulptur Johannes der Täufer, seit 2023 in der ev. Kirche zu Spieskappel, ehemals in der kath. Kirche St. Johannes in Frielendorf[5]
- 1953: Ehrenmal für die Opfer des Krieges an der Christuskirche in Einfeld.[6]
- 1965: Berliner Bären-Denkmal, Bronze, neben dem Oldenburger Schloss
- 1981: Auszug des Müllers, Bronze, vor der Hauptpost in Delmenhorst, Erinnerung an das hier ausgeübte Müllerhandwerk
- 1985: Störtebeker-Brunnen in Verden an der Unteren Straße anlässlich der 1000-Jahr-Feier der Stadt